# 王褒 (南北朝)
王 褒（おう ほう、生没年不詳）は、中国の南北朝時代の官僚・文学者。字は子淵。本貫は琅邪郡臨沂県。

## 経歴
南朝梁の侍中の王規の子として生まれた。立ち居振る舞いが美しく、談笑をよくした。史伝を広く読み、文章を作るのを得意とした。母方の祖父の袁昂は「この児は当に吾が宅の相となるべし」と評した。梁の武帝は王褒の才芸を喜んで、弟の鄱陽王蕭恢の娘を王褒にとつがせた。
王褒は弱冠にして秀才に挙げられ、秘書郎を初任とし、太子舎人に転じた。大同2年（536年）、父が死去したため、職を辞して喪に服した。喪が明けると、亡父の南昌県侯の封を嗣ぎ、武昌王文学をつとめた。太子洗馬に任じられ、東宮管記を兼ねた。司徒属に転じ、秘書丞となり、安成郡内史として出向した。大宝元年（550年）、尋陽王蕭大心が江州を挙げて侯景に降ると、反乱軍が南中に進攻してきたため、王褒は安成郡に拠ってこれを阻んだ。
大宝2年（551年）、湘東王蕭繹に召し出されて江陵に赴いた。大宝3年（552年）1月、智武将軍・南平郡内史に任じられた。まもなく吏部尚書・侍中に転じた。承聖2年（553年）1月、吏部を管掌したまま尚書右僕射となり、侍中の任を加えられた。この年、元帝（蕭繹）が武陵王蕭紀を捕らえると、旧都建康を修復しようとする議論が起こった。胡僧祐・宗懍ら元帝の旧臣たちは湖北の出身者が多く、江陵から移転することを望まなかった。王褒は議論の場ではあえて反論せず衆論に従ったが、後にひそかに元帝に建康への移転を意見した。しかしその翌日、元帝は臣下たちの面前で王褒の意見を退けた。11月、王褒は尚書左僕射に転じた。
承聖3年（554年）9月、元帝が龍光殿で『老子』の解釈を講義すると、王褒は経典を持つ役目をつとめた。同年11月、西魏の侵攻を受けると、王褒は都督城西城南諸軍事となり、軍事に疎いながらも江陵防衛のために奔走した。朱買臣が撃って出て敗戦すると、王褒は敗戦の責を負って護軍将軍に降格した。江陵が陥落すると、王褒は捕らえられ、長安に連行された。宇文泰と面会して車騎大将軍・儀同三司の位を受け、礼遇を受けた。
北周の孝閔帝が即位すると、王褒は石泉県子に封じられた。文学を好む明帝が即位すると、王褒は庾信とともに格別の厚遇を受け、帝が遊宴を開くたびに詩を賦し談論し、つねに帝の側近に侍った。まもなく開府儀同三司の位を加えられた。保定年間、内史中大夫の位を受けた。北周の武帝が『象経』を作ると、王褒は命を受けてこれに注釈した。王褒の博識と名望は武帝にも重んじられ、建徳年間以後にはしばしば朝議にも参与するようになった。武帝の大がかりな布告はみな王褒が起草した。皇太子宇文贇の下で太子少保に任じられた。後に小司空に転じた。武帝が輿に乗って行幸するたびに、王褒は侍従した。
まもなく宜州刺史として出向した。在官のまま死去した。享年は64。著書に『幼訓』があった。
子の王鼒が後を嗣いだ。

## 伝記資料
- 『梁書』巻41 列伝第35
- 『周書』巻41 列伝第33
- 『北史』巻83 列伝第71